# Сейлем (Південна Дакота)
Сейлем (англ. Salem) — місто (англ. city) в США, в окрузі Маккук штату Південна Дакота. Населення — 1325 осіб (2020).

## Географія
Сейлем розташований за координатами 43°43′22″ пн. ш. 97°23′22″ зх. д. / 43.72278° пн. ш. 97.38944° зх. д. (43.722786, -97.389377).  За даними Бюро перепису населення США в 2010 році місто мало площу 3,22 км², уся площа — суходіл.

## Демографія
Згідно з переписом 2010 року, у місті мешкало 1347 осіб у 567 домогосподарствах у складі 362 родин. Густота населення становила 419 осіб/км².  Було 667 помешкань (207/км²).
Расовий склад населення:
| - 98,8 % — білих - 0,1 % — корінних американців - 0,1 % — чорних або афроамериканців |

До двох чи більше рас належало 0,4 %. Частка іспаномовних становила 1,9 % від усіх жителів.
За віковим діапазоном населення розподілялося таким чином: 24,4 % — особи молодші 18 років, 50,2 % — особи у віці 18—64 років, 25,4 % — особи у віці 65 років та старші. Медіана віку мешканця становила 44,3 року. На 100 осіб жіночої статі у місті припадало 94,7 чоловіків;  на 100 жінок у віці від 18 років та старших — 90,1 чоловіків також старших 18 років.
Середній дохід на одне домашнє господарство  становив 67 556 доларів США (медіана — 49 750), а середній дохід на одну сім'ю — 82 225 доларів (медіана — 59 097). Медіана доходів становила 46 053 долари для чоловіків та 33 036 доларів для жінок. За межею бідності перебувало 9,4 % осіб, у тому числі 15,5 % дітей у віці до 18 років та 12,1 % осіб у віці 65 років та старших.
Цивільне працевлаштоване населення становило 770 осіб. Основні галузі зайнятості: освіта, охорона здоров'я та соціальна допомога — 20,3 %, роздрібна торгівля — 16,1 %, виробництво — 12,9 %.